# Маријета (Охајо)
Маријета (енгл. Marietta) град је у америчкој савезној држави Охајо.

## Демографија
По попису из 2010. године број становника је 14.085, што је 430 (-3,0%) становника мање него 2000. године.
| Група             | 2000.          | 2010.          |
| Белци             | 13.898 (95,7%) | 13.271 (94,2%) |
| Афроамериканци    | 157 (1,1%)     | 188 (1,3%)     |
| Азијати           | 103 (0,7%)     | 202 (1,4%)     |
| Хиспаноамериканци | 114 (0,8%)     | 151 (1,1%)     |
| Укупно            | 14.515         | 14.085         |